# Rudolf Postl
Rudolf Postl (* 15. April 1862 in Windischgarsten; † 9. Dezember 1939 in Linz) war ein österreichischer Apotheker und christlichsozialer Politiker. Er war der letzte Bürgermeister von Ebelsberg.

## Leben
Nach der Matura am Stiftsgymnasium Kremsmünster studierte Rudolf Postl Pharmazie an der Universität Innsbruck. Ab 1896 war er Apotheker in Ebelsberg. Er war Kammerrat der Handelskammer Oberösterreich (OÖ) und Mitvorsteher des Apothekergremiums sowie Gemeinderat in Ebelsberg.
Von 1906 bis 1919 und von 1934 bis 1938 war Postl Bürgermeister von Ebelsberg, von 1909 bis 1915 OÖ Landtagsabgeordneter und von 1918 bis 1919 Mitglied der provisorischen Landesversammlung.
Postl wurde 1938 von den Nationalsozialisten als letzter Ebelsberger Bürgermeister abgesetzt und die Marktgemeinde Ebelsberg wurde am 1. November 1938 nach Linz eingemeindet.
Seine Grabstätte befindet sich am Friedhof Ebelsberg. In Linz ist die Postlstraße nach ihm benannt.

## Auszeichnungen
- Goldenes Verdienstkreuz mit der Krone (1917)
- Ehrenbürger von Ebelsberg
- Goldenes Verdienstzeichen des Landes Oberösterreich